# Лёба
Лёба (Лэба, Леба) — река в России, течёт по территории Удорского района Республики Коми и Лешуконского района Архангельской области. Устье реки находится в 372 км по левому берегу Мезени. Длина реки составляет 64 км.

## Данные водного реестра
По данным государственного водного реестра России относится к Двинско-Печорскому бассейновому округу, водохозяйственный участок реки — Мезень от истока до водомерного поста у деревни Малонисогорская. Речной бассейн реки — Мезень.
Код объекта в государственном водном реестре — 03030000112103000045081.